# Kuyganyor
Kuyganyor ist eine Siedlung städtischen Typs in der usbekischen Viloyat Andijon im Ferghanatal und Hauptort des Bezirks Andijon.
Der Ort liegt etwa 10 km nördlich der Viloyathauptstadt Andijon am rechten Ufer des Qoradaryo. Im Norden des Ortes trifft der Große Ferghanakanal von rechts auf den Karaüngkür, im Westen mündet dieser von rechts in den Qoradaryo, und im Süden zweigt der Große Ferghanakanal nach links von diesem ab.
Den Status einer Siedlung städtischen Typs hat Kuyganyor seit 1978. Gemäß der Bevölkerungszählung 1989 hatte Kuyganyor 8426 Einwohner, einer Berechnung für 2001 zufolge betrug die Einwohnerzahl 9200.